# Barwa dźwięku

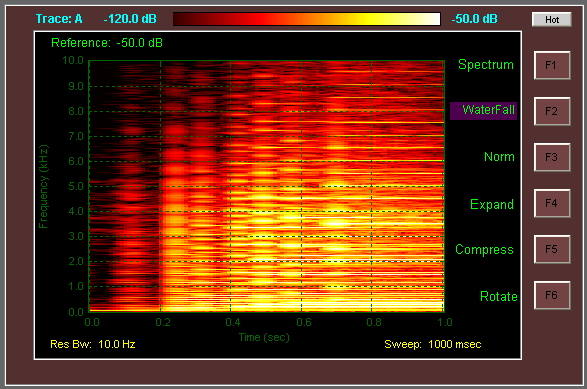
Spektrogram dźwięku gitary podczas grania akordu E9

Barwa dźwięku, tembr – cecha dźwięku, która pozwala odróżnić brzmienia różnych instrumentów lub głosu. Uzależniona jest od ilości, rodzaju i natężenia tonów składowych, ponieważ jest związana ze spektrum harmonicznym. Barwa danego instrumentu może zmieniać się nieznacznie w zależności od:
- sposobu wzbudzania drgań (pociągnięcie smyczkiem, szarpnięcie lub uderzenie),
- siły wzbudzenia (zatem i głośności dźwięku),
- częstotliwości (różne struny mogą wydawać dźwięki nieco różniące się barwą),
- zmian w czasie[1] (obwiednia dźwięku).